# لاکوم
لاکوم، روستایی است از توابع بخش مرکزی شهرستان سوادکوه در استان مازندران ایران.

## جمعیت
این روستا در دهستان ولوپی قرار دارد و براساس سرشماری مرکز آمار ایران در سال ۱۳۸۵، جمعیت آن ۸۰ نفر (۲۰خانوار) بوده‌است.
چون منطقه ییلاقی است در تابستان جمعیت متغیر است شاید تا ۲۰۰ نفر برسد خانه‌های قابل سکونت بیش از ۵۰۰ خانه است-جز شهرستان سوادکوه می‌باشد